# Blindia caespiticia
Blindia caespiticia (Rasen-Blindmoos) ist eine Laubmoos-Art aus der Familie Seligeriaceae.

## Merkmale
Blindia caespiticia bildet dichte, bräunlich-grüne, glänzende Polster mit 0,5 bis 3 Zentimeter hohen Pflanzen. Die aufrecht abstehenden bis schwach einseitswendigen Blätter sind aus eiförmiger, hohler Basis in eine lange, stumpfliche Pfriemenspitze verschmälert. Die kräftige Rippe füllt die Pfriemenspitze zur Gänze aus. Die dickwandigen Laminazellen sind verlängert-rechteckig bis linealisch. Am Blattgrund sind die Zellen bräunlich gefärbt. Die deutlich differenzierten Blattflügelzellen sind erweitert und etwa quadratisch.
Die Sporenkapsel ist in die Hüllblätter eingesenkt, mit sehr kurzem Hals fast kugelförmig und aufrecht. Ein Peristom fehlt. Der Kapseldeckel ist kurz und schief geschnäbelt, er wird bei der Sporenreife zusammen mit der Columella emporgehoben. Die gelblichen, fein gekörnelten Sporen haben eine Größe von etwa 14 Mikrometer. Die Art fruchtet häufig.
Fruchtende Pflanzen sind wegen der eingesenkten Sporenkapseln leicht von Blindia acuta zu unterscheiden. Wenn keine Kapseln vorhanden sind, ist eine Unterscheidung der sehr ähnlichen Moospflanzen schwierig.

## Standortansprüche und Verbreitung
Das Moos wächst auf schattigem, feuchtem bis nassem, basenreichem Silikatgestein, besonders auf Kalkschiefer. In den Zentralalpen kommt es zerstreut bis selten und nur in Höhen von etwa 1200 bis 2700 Metern vor, in den Kalkalpen gibt es nur einzelne Fundstellen. Weitere Vorkommen gibt es in Schottland und Skandinavien.

## Systematik
Die Art wurde früher als einzige in die Gattung Stylostegium als Stylostegium caespiticium (F. Weber & D. Mohr) Bruch & Schimp. gestellt. Heute wird sie allgemein der Gattung Blindia zugeordnet.